# Retscher (Speyer)
Der Retscher ist die Ruine eines gotischen Stadthauses in der historischen Altstadt von Speyer. Er liegt direkt neben der Dreifaltigkeitskirche.
Die Brandschatzung Speyers im Jahre 1689 ließ kaum Reste von Profanbauten übrig. Von der Bischofspfalz neben dem  Dom steht nur noch ein Stumpf eines Treppenturms, vom Ratshof blieb ein gotischer Torbogen, in der Fassade der Heiliggeistkirche wurden bei einer Renovierung gotische Fensterbögen eines Wohnhauses freigelegt, in der Spitalgasse findet sich noch ein Renaissance-Treppenturm.
Einziger, in bedeutenderen Resten erhaltener mittelalterliche Profanbau der Stadt ist die Ruine des Retschers. Es handelt sich um ein ehemaliges Patrizierhaus des 13. Jahrhunderts, benannt nach dem Erbauer Retschelinus (erwähnt 1241). Bemerkenswert sind die spätstaufischen Fensteröffnungen mit profilierten Kleeblattbögen.
Am 27. Oktober 1495 gelangte der Retscher in den Besitz der Stadt Speyer. Verkäufer waren der Domkapitular Johann Kranich von Kirchheim, zusammen mit seinem Bruder Heinrich, seiner Base Praexedis und Matthias von Rammung als Bevollmächtigtem seines Schwagers Albrecht V. Göler von Ravensburg.
Von 1628 bis 1648 wurde er als Betsaal der lutherischen Gemeinde benutzt. Nach dem Pfälzischen Erbfolgekrieg entstand neben der ausgebrannten Ruine die Dreifaltigkeitskirche.
Der Name „Retscherkirche“ für die im 19. Jahrhundert erbaute Gedächtniskirche bezieht sich auf die Tradition des Ortes – ursprünglich sollte sie gar an dieser Stelle errichtet werden –, zumal man seinerzeit glaubte, der Reichstag von 1529, auf dem sich die Protestation zu Speyer abspielte, hätte im Retscher stattgefunden.